# 화성 작전
화성 작전(러시아어: Операция «Марс»)은 1942년 11월 25일부터 12월 21일까지 독일 국방군에 대항해 소련 붉은 군대가 실시한 대규모 공세이다. 이 작전은 원래 1942년 10월에 천왕성 작전을 보조하기 위해 계획되었으나, 1942년 11월 25일로 연기되었다. 소련군의 게오르기 주코프 대장이 조율한 이 작전은 본부에서 설정한 목표인 르제프 교두보를 제거하는 데에는 실패했으나, 이 지역에서 상당한 병력을 스탈린그라드로 이동시키려는 독일 최고사령부의 계획을 저지하는 데 성공하였다.
이 작전에는 소련군의 두 개 전선군이 참가하였는데, 서부 전선군과 칼리닌 전선군이 그것이다. 두 전선은 게오르기 주코프가 조율했다. 이에 따라 소련의 선전은 독일군을 혼란스럽게 하였으며, 독일군이 화성 작전에 대한 정보를 입수했음에도 불구하고 이를 격퇴하기 위한 과도한 조치를 취하지 않게 만들었다. 후속 연구에 따르면, 이 작전의 목표는 스몰렌스크를 해방하고 중부 집단군의 좌익 측면을 깊숙이 관통하는 것이었다. 비버(Bevor)는 포병 탄약 배치와 같은 데이터와 르제프 공세의 세부사항이 독일 정보 기관에 고의적으로 누설된 것으로 보이는 사실 등을 근거로 화성 작전이 근본적으로 주의를 돌리기 위한 속임수였다고 주장한다. 그러나 가레예프(Gareev)는 소련 최고사령부가 르제프 근처에서 있었던 공세 준비와 관련된 정보를 의도적으로 "누설"하여 적의 주의를 주요 공격 방향에서 분산시키려 했다는 정보를 인용하고 있다.

## 배경
1942년 11월까지 동부 전선의 서쪽, 즉 홀름에서 볼호프까지 1,050km에 걸친 지역에 소련 붉은 군대의 소총, 기병, 전차, 그리고 기계화 부대의 30%가 배치되어 있었다. 이에 맞서 독일군은 보병 사단의 26% 이상과 전차 사단의 42%를 이 지역에 집중 배치하였다. 아돌프 히틀러가 10월 14일 작전 명령 제1호에서 밝힌 바에 따르면, 독일군은 "적의 모든 돌파 시도를 막으며 확보한 방어선을 반드시 사수"해야 했다. 방어의 주요 역량은 중앙집단군의 방어 구역에 집중되었으며, 독일 육군 총사령부는 이 지역이 적군의 주요 공격 목표가 될 것이라고 판단했다. 따라서 르제프-비야지마 돌출부에는 공학적으로 발전된 방어선이 사전에 구축되었고, 그 깊이는 80km에서 100km에 달했다.
소련 지도부는 다가오는 전역의 군사적·정치적 목표를 전쟁의 전략적 주도권을 장악하고 전쟁의 국면을 뒤집는 데 있다고 보았다. 첫 단계로는 스탈린그라드 지역에서 적군을 섬멸한 후 로스토프 방향으로 공격을 개시하여 북캅카스 지역에 있는 독일군의 후방에 도달하고, 이들이 돈바스로 후퇴하는 것을 차단하는 것이었다. 동시에 상돈 지역에서 공격을 전개하고 이를 쿠르스크, 브랸스크, 하르키우 방향으로 확장할 계획이었다. 서부 방향에서는 "화성"이라는 암호명을 가진 공세 작전을 준비하고 있었다.
소련의 마르스 작전 계획은 1942년 9월 말에 형성되었으며, 첫 번째 르제프-시촙카 공세(7월 30일9월 30일)의 연장선에 있었다. 이 작전의 목표는 르제프, 시촙카, 올레리노, 벨리 지역에서 독일 중부집단군의 핵심이었던 제9군을 섬멸하는 것이었다. 이를 위해 주요 전선에서 대규모 공세가 이뤄지지 않았던 지역, 즉 오수가강과 그자치강 사이에서는 제20군이, 몰로도이 투다 지역에서는 제39군이, 루체사강 계곡에서는 제22군이, 벨리 남쪽에서는 제41군이 각각 돌파를 시도하도록 계획되었다. 이들 중 독일군 방어 밀도가 비교적 낮은 지역(2,040km당 1개 보병 사단)은 돌파가 상대적으로 용이했다. 반면 제20군이 맡은 구역에서는 독일군의 방어 밀도가 높아 15km의 전선에 2개 사단(그 중 1개는 전차 사단)이 배치되어 있었다. 첫 단계의 성공 시 제5군과 제33군이 작전에 합류하여, 독일 제3전차군을 상대로 그자치와 비야지마 방향으로 진격하도록 계획되었다.
첫 단계가 실패한 이후, 1942년 12월 8일 소비에트 최고사령부는 칼리닌 전선과 서부 전선의 사령관들에게 제170700호 지령을 통해 공격을 재조정하며 다음과 같은 임무를 부여하였다.
"앞으로 칼리닌 전선군과 서부 전선군의 병력을 재배치한 후 1943년 1월 말까지 적군의 그자치-비야지마-홀름-지르코프 집단을 섬멸하고, 과거 우리의 방어선으로 진격할 것. 비야지마를 점령하고 1941년 방어선으로 진출한 뒤 르제프-비야지마 서쪽의 방어선을 확보하며 작전을 종료하고 병력을 겨울 숙영지로 이동할 것." 
이는 1941년 9월, 붉은 군대 주요 병력이 서부 전선군 후방의 예비군이 주둔하던 방어선으로 복귀하는 것을 의미했다. 한편, 칼리닌 전선의 우익에서는 또 다른 작전이 준비되고 있었는데, 이는 제3타격군이 벨리키에 루키와 네벨 방향으로 진격하여 노보소콜니키 지역에서 레닌그라드-비텝스크 철도를 차단하는 것을 목표로 한 벨리키예루키 전투였다. 
P.A. 수도플라토프에 따르면, 화성 작전과 관련된 정보는 전략적 무선 작전 "모나스티르"를 통해 독일군 수뇌부에 일부 노출되었으며, 이는 스탈린그라드 지역에서 벌어진 독일 제6군 포위전 동안 상당한 병력을 분산시키기 위한 의도였다.
1942년 11월 4일,  알렉산드르 데미야노프는 붉은 군대가 스탈린그라드가 아닌 북캅카스와 르제프에서 11월 15일 독일군을 공격할 것이라는 정보를 제공하였다. 독일군은 르제프 지역에서 공격을 예상하여 방어를 준비했으나, 스탈린그라드에서 파울루스가 이끄는 군대가 포위되는 사건은 완전히 예상 밖이었다. 이 무선 작전에 대해 알지 못했던 주코프는 르제프 공세에서 수많은 병력을 잃어야 했다. 그는 회고록에서 이번 공세가 만족스럽지 못했다고 인정했으나, 독일군이 소련의 공세 계획을 사전에 알았으며, 이를 막기 위해 대규모 병력을 투입했다는 사실은 끝내 알지 못했다.

그러나 역사학자 V. 메이어는 "맥스" 요원이 과거 백군 장교 론긴 이라였으며, 그가 아프베르에 전달한 정보는 대부분 신문 등 공개된 자료를 바탕으로 한 허구였다고 밝혔다. 군사 역사학자 알렉세이 이사예프는 수도플라토프의 주장을 "경솔하다"고 평가하며, "맥스"라는 가명으로 언급된 이중 첩자는 실제로 "플라밍고"라는 가명을 사용했고, 1942년 11월의 보고서에 르제프 돌출부 공세 계획과 관련된 정보는 포함되어 있지 않았다고 지적하였다.